# Gdynia-Ameryka Linie Żeglugowe
Gdynia-Ameryka Linie Żeglugowe (GAL, Gdynia America Line) — польско-датское акционерное общество, образованное в 1930 году на базе компаний Polskie Transatlantyckie Towarzystwo Okrętowe (PTTO) и The East Asiatic Company Limited. Специализировалось на пассажирских перевозках, в основном эмигрантов, и организации морских путешествий. В 1951 году вошло в состав Польских океанских линий.

## История

### Межвоенный период

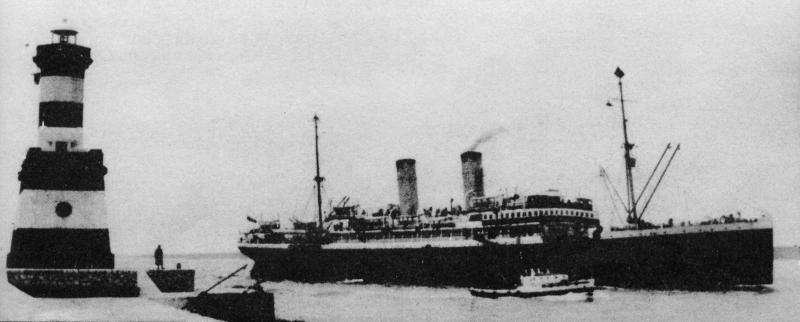
Пароход «Polonia»

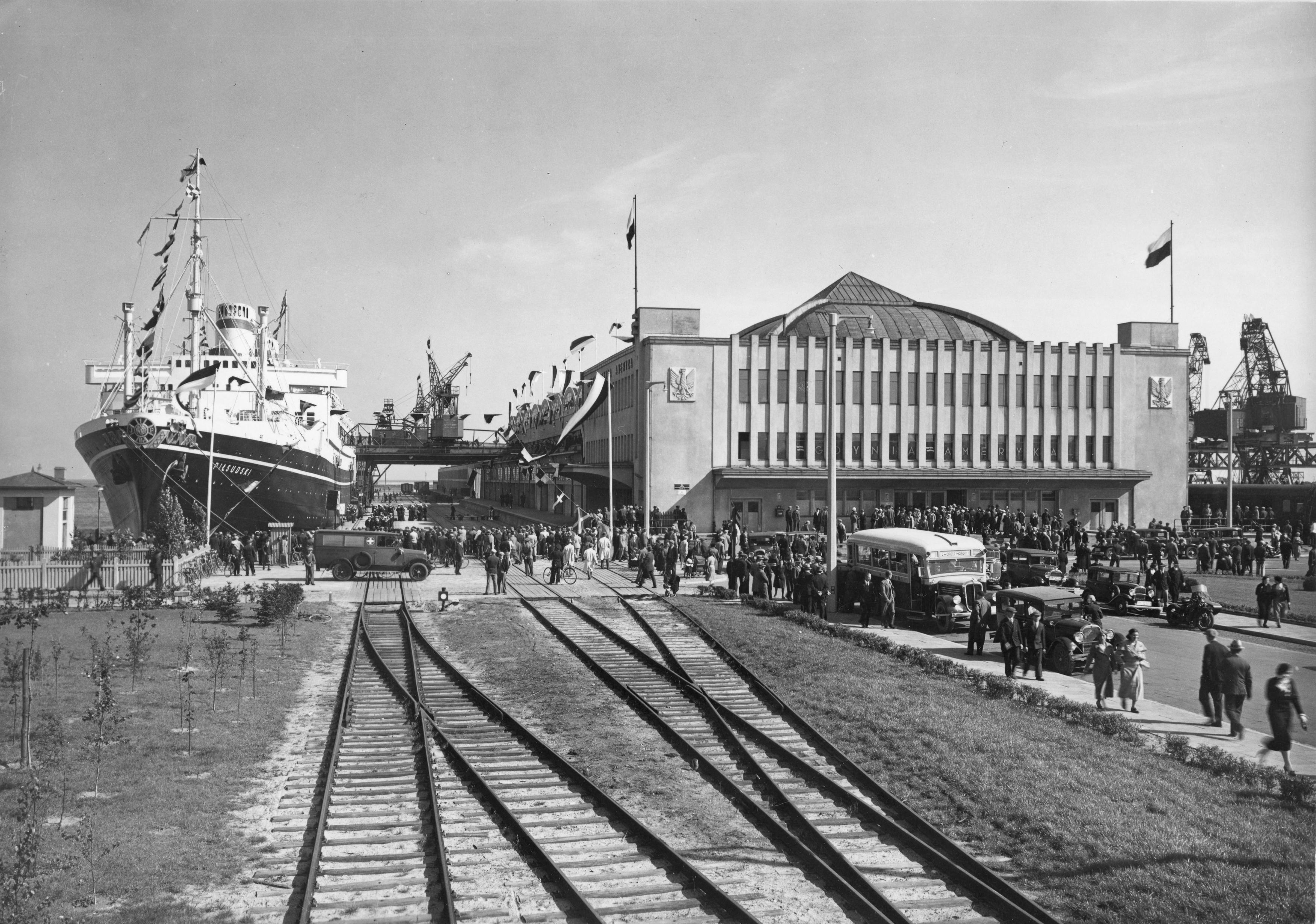
Теплоход «Piłsudski» у морского вокзала Гдыни, 1938

До октября 1934 компания (в которой польской стороне принадлежали 52 % от 9 миллионов злотых уставного капитала) именовалась Polskie Transatlantyckie Towarzystwo Okrętowe S.A. Linie Gdynia-Ameryka.
Первыми её судами стали три парохода, некогда принадлежавшие Русско-американской линии: «Курск», «Царь» и «Царица». Их основным маршрутом была линия Гдыня-Копенгаген-Галифакс-Нью-Йорк.
В 1932 году открылась «Палестинская линия» Констанца-Стамбул-Яффа-Хайфа-Пирей-Стамбул-Констанца, закрытая в 1938 году из-за нерентабельности, ходившие на ней корабли были переведены на работавшую с 1936 года «Южноамериканскую», обслуживавшую порты Рио-де-Жанейро, Сантус, Монтевидео и Буэнос-Айрес.

### Годы Второй мировой войны
На 1939 год компания почти полностью перешла в собственность польского государства. К моменту начала Второй мировой войны она владела 8 судами, в том числе новейшими трансатлантическими лайнерами «Batory», «Chrobry», «Piłsudski» и «Sobieski», которые позже служили в Межсоюзническом морском комитете (пол. Międzyaliancki Komitet Żeglugowy, англ. Interallied Shipping Commitee). Во время войны головная контора GAL находилась в Великобритании (по состоянию на 1945 год управляла 24 судами).

### Послевоенные году
В 1946 году персонал GAL вернулся в Гдыню, позже компания была национализирована и в 1950-51 годах её имущество вошло в состав двух предприятий:
- Polska Żegluga Morska, PŻM
- Polskie Linie Oceaniczne, PLO.

## Флот
- Polonia (1930/1910), бывший «Курск» 1910 года постройки, в начале 1939 года отправлен на слом;
- Pułaski (1930/1912), бывший «Царь», с 1921 года «Estonia», с 1946 года продан Великобритании, далее «Empire Penryn», в 1949 году слом;
- Kościuszko (1930/1915) бывший «Царица», с 1921 года «Lithuania», в 1946 году продан, Empire Helford 1950;
- Piłsudski (1935). Затонул 26 ноября 1939 года у берегов Англии;
- Batory (1936). В 1971 году отправлен на слом.
- Chrobry (1939). 14 мая 1940 года тяжело повреждён немецкими пикировщиками в Вест-фьорде, добит торпедами самолётов с британского авианосца «Ark Royal»;
- Sobieski (1939). В 1950 куплен СССР, получил имя «Грузия», эксплуатировался до 1975 года.
- MS Morska Wola;
- MS Stalowa Wola[4].

Кроме того, заказанное на Danziger Werft грузовое судно, которой должно было получить название Bielsko, после оккупации Польши досталось немцам и вошло в состав Кригсмарине в качестве вспомогательного крейсера «Michel».
Также, в 1946—1951 годах, компания владела гостиницей Grand Hotelu в Сопоте.